# Lijst van rijksmonumenten in Utrecht (stad)/Boothstraat
De stad Utrecht telt in totaal 1.402 inschrijvingen in het rijksmonumentenregister. De Boothstraat in het centrum telt 11 rijksmonumenten. Hieronder een overzicht.
| Object                                                                                                | Oorspronkelijke functie? | Bouwjaar       | Architect | Locatie           | Coördinaten?                | Nr.?  | Afbeelding        |
| --- | ------------------------ | -------------- | --------- | ----------------- | --------------------------- | ----- | ----------------- |
| Stal                                                                                                  | Transport                | 1666           |           | Boothstraat 2A    | 52° 5' 39" NB, 5° 7' 19" OL | 36023 | Meer afbeeldingen |
| Statig huis met rechte kroonlijst hoewel van ouder datum, vooral wat de muur aan de tuinzijde betreft | Woonhuis                 |                |           | Boothstraat 6     | 52° 5' 40" NB, 5° 7' 20" OL | 36024 | Meer afbeeldingen |
| Pand met gevel met rechte kroonlijst                                                                  | Woonhuis                 | 17e/19e eeuw   |           | Boothstraat 8     | 52° 5' 41" NB, 5° 7' 19" OL | 36025 | Meer afbeeldingen |
| Pand met gevel met rechte kroonlijst met blokken en getande randen                                    | Woonhuis                 | 19e eeuw       |           | Boothstraat 10    | 52° 5' 41" NB, 5° 7' 20" OL | 36026 | Meer afbeeldingen |
| Pand met gevel met rechte kroonlijst                                                                  | Woonhuis                 | 17e eeuw       |           | Boothstraat 12    | 52° 5' 42" NB, 5° 7' 20" OL | 36027 | Meer afbeeldingen |
| Herenhuis met rechte kroonlijst                                                                       | Woonhuis                 | vroeg 18e eeuw |           | Boothstraat 13    | 52° 5' 41" NB, 5° 7' 21" OL | 36019 | Meer afbeeldingen |
| Pand met lijstgevel                                                                                   | Woonhuis                 |                |           | Boothstraat 14    | 52° 5' 42" NB, 5° 7' 20" OL | 36028 | Meer afbeeldingen |
| Statig huis rechts en links drie ramen breed met rechte kroonlijst                                    | Woonhuis                 | 17e eeuw       |           | Boothstraat 16-22 | 52° 5' 42" NB, 5° 7' 20" OL | 36029 | Meer afbeeldingen |
| Herenhuis met rechte kroonlijst                                                                       | Woonhuis                 | vroeg 18e eeuw |           | Boothstraat 15    | 52° 5' 41" NB, 5° 7' 21" OL | 36020 | Meer afbeeldingen |
| Pand met gevel met rechte kroonlijst met metopen versierde centrale deurpartij, einde 18e eeuw        | Woonhuis                 | eind 18e eeuw  |           | Boothstraat 17    | 52° 5' 42" NB, 5° 7' 21" OL | 36021 | Meer afbeeldingen |
| Pand met gevel met rechte kroonlijst                                                                  | Woonhuis                 | 19e eeuw       |           | Boothstraat 19    | 52° 5' 42" NB, 5° 7' 21" OL | 36022 | Meer afbeeldingen |